# Ferroviário de Maputo
Ferroviário de Maputo of ook wel bekend als simpelweg Ferroviário  is een Mozambikaanse voetbalploeg uit Maputo.
In 1963 werd de club opgericht als Clube Ferroviário de Lourenço-Marques, in 1976 kreeg het zijn huidige naam. De thuiswedstrijden worden in het Estádio da Machava gespeeld dat plaats biedt aan 60 000 toeschouwers.

## Titels
Landskampioen
1982, 1989, 1996, 1997, 1999, 2002, 2005, 2008
Beker van Mozambique
1984, 1989, 2004